# ایرج تنظیفی
ایرج تنظیفی (۶ اردیبهشت ۱۳۱۷ در گرگان – ۲۰ بهمن ۱۴۰۲) نقاش و مجسمه‌ساز ایرانی بود. وی بنیان‌گذار استفاده از فلز مس و مسگری ایرانی بود.
تنظیفی همچنین در دهه ۶۰ شمسی مروج نقاشی هایپر رئالیستی درایران شد.

## مجموعه
این هنرمند از دهه ۷۰ تا کنون علاوه بر هنر مجسمه‌سازی به نقاشی مجموعه‌ای از آثار نقاشی با الهام از جنگ و تأثیرات روانی آن کرد.
این مجموعه با نام انسان جنگ، استخوان سنگ خلق شده‌است و تابلوهایی با تکنیک رنگ برجسته بر روی تخته هستند. این آثار از زبان سمبولیک ویژه و منحصر به فردی برخوردارند.